# Athelstaneford
Athelstaneford, indicata in lingua scots Atholstanefuird o Elshinthurd,  è una cittadina (village) scozzese situata nell'entroterra dell'area amministrativa dell'East Lothian, nei pressi di Haddington, a circa 32 chilometri (19,9 mi) a est di Edimburgo.